# Tihomir Orešković

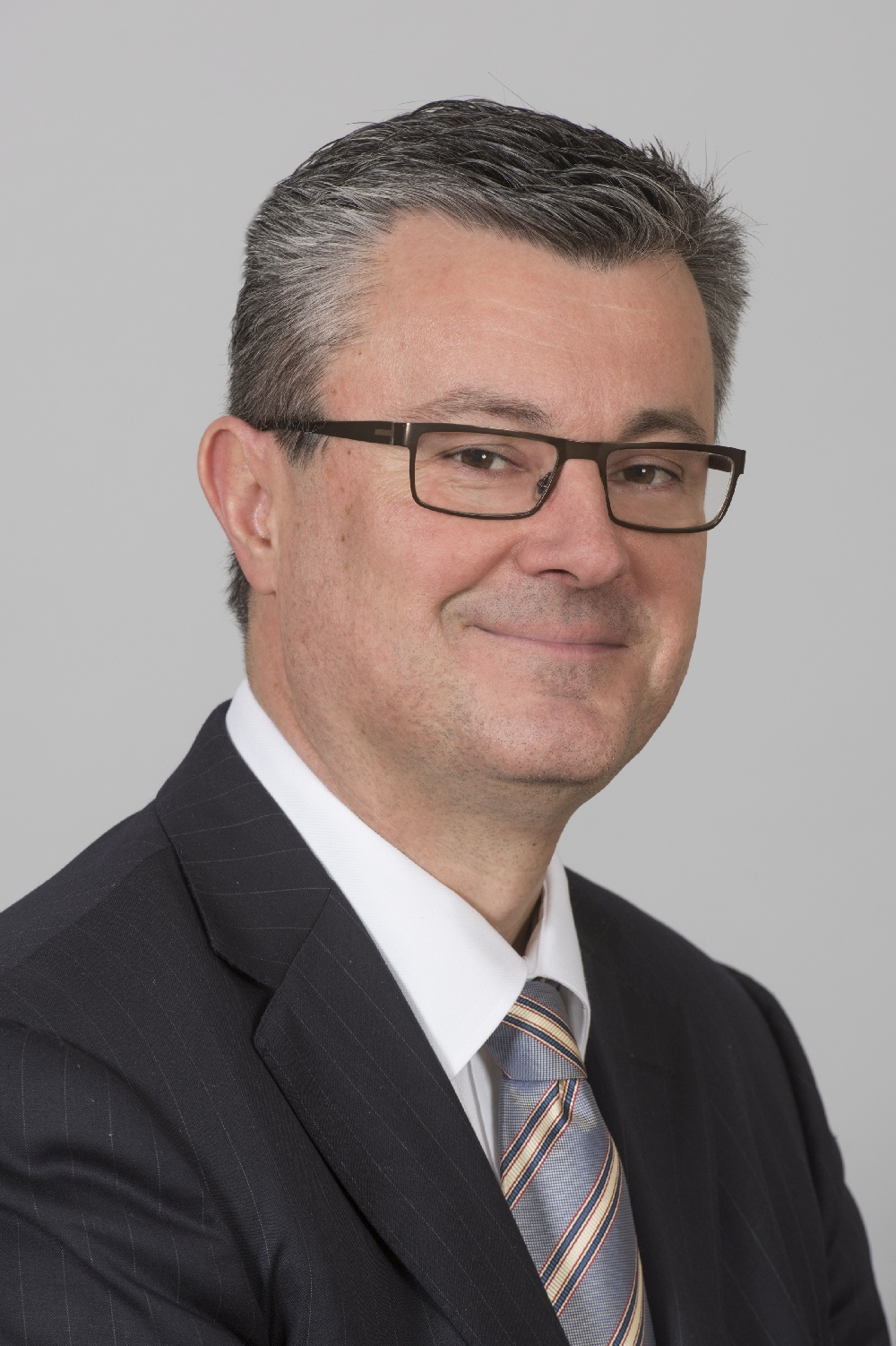
Tihomir Orešković (2016)

Tihomir Orešković (* 1. Januar 1966 in Zagreb, Jugoslawien) ist ein kroatisch-kanadischer Manager und Politiker. Von Januar bis Oktober 2016 war er Ministerpräsident Kroatiens.

## Leben und beruflicher Werdegang
Oreškovićs Eltern wanderten anderthalb Jahre nach seiner Geburt nach Ontario in Kanada aus, wo er an der McMaster University Chemie studierte und dort 1991 einen Master of Business Administration erwarb. Er arbeitete ab 1992 im Finanzbereich von Eli Lilly und wechselte später zu Novopharm in Kanada, das heute zu Teva Pharmaceutical Industries gehört. Als das israelische Unternehmen 2008 den kroatischen Arzneihersteller Pliva kaufte, war er dort Bereichsleiter für Osteuropa; nun wurde er bei Pliva Vorstandschef. Ab 2014 war Orešković Teva-Chef für Europa und Nahost und lebte mit seiner Familie in Amsterdam. Nach seiner Tätigkeit als kroatischer Ministerpräsident arbeitete er zeitweise erneut für Teva. Seit 2018 ist er Geschäftsführer der Xantis Pharma AG (Schweiz).

## Politik

### Ministerpräsident Kroatiens
Am 23. Dezember 2015 nominierten das Wahlbündnis Brücke unabhängiger Listen (MOST) und die von der Kroatischen Demokratischen Union (HDZ) angeführte heimatliebende Koalition den parteilosen Orešković als Ministerpräsidenten. Sie legten dazu Unterschriften von 78 Mitgliedern des 151 Sitze umfassenden Parlaments vor. Staatspräsidentin Kolinda Grabar-Kitarović beauftragte Orešković noch am selben Tag mit der Regierungsbildung. Am 22. Januar 2016 billigte das Parlament die neue Regierung. Zuvor war bekannt geworden, dass Orešković als Finanzminister in einem Kabinett unter dem HDZ-Vorsitzenden Tomislav Karamarko vorgesehen war, sofern dieser Ministerpräsident geworden wäre.
Von Anfang an kritisiert wurde die Berufung einiger Politiker, die rechts-nationalistische Positionen vertraten, in die Regierung. Veteranenminister Mijo Crnoja, der angekündigt hatte, ein Register mit Personen zu erstellen, die er als „Verräter des nationalen Interesses“ sehe, trat nach nur 6 Tagen Amtszeit am 28. Januar 2016 zurück. Zum Verhängnis gerieten ihm insbesondere Gerüchte über ein umstrittenes Grundstücksgeschäft sowie undurchsichtige Kreditvergaben. Die Ernennung des neuen Ministers Tomislav Medved erfolgte am 21. März 2016. Kulturminister Zlatko Hasanbegović wurde vorgeworfen, einen „Kulturkampf von Rechts“ zu führen, indem er beispielsweise das Wirken der historischen faschistischen Ustascha-Bewegung verharmlose, die umstrittene staatliche Mitfinanzierung von Feierlichkeiten aus Anlass des Massakers von Bleiburg unterstütze, politisch unliebsamen Kultur- und Medienprojekte die Finanzierung kürze oder streiche und mehr Patriotismus an Schulen und im Fernsehen propagiere. Dies veranlasste Staatspräsidentin Grabar-Kitarović dazu, davor zu warnen, das antifaschistische Fundament des Staates infrage zu stellen. Der Menschenrechtskommissar des Europarats, Nils Muižnieks, sah den gesellschaftlichen Zusammenhalt und den Pluralismus im Lande als bedroht.
Am 21. März 2016 wurde der Staatshaushalt für 2016 vom Parlament gebilligt. Die Regierung prognostizierte ein Defizit von unter 3 %, ein Wirtschaftswachstum von 2 % sowie die Reduzierung der Staatsschulden von 86,9 % auf 86,8 % des Bruttoinlandsproduktes. Ziel für 2018 sei, diesen Wert auf 84,7 % zu verringern. Im April 2016 korrigierte der Internationale Währungsfonds seine Prognose zum Wirtschaftswachstum des Landes für 2016 von ursprünglich 1 % auf 1,9 %.
Im Juni 2016 unterzeichneten Orešković, Wirtschaftsminister Tomislav Panenić sowie Vertreter der Erdgas- und Erdölunternehmen INA und Vermilion Energy einen Vertrag zur Erschließung und Förderung von Kohlenwasserstoffvorkommen in den Gespanschaften Slawoniens im Wert von 88 Millionen Euro. Im Falle einer gewinnbringenden Förderung ist mit jährlichen Einnahmen zwischen 600 und 900 Millionen Euro für den Staatshaushalt zu rechnen. Orešković kündigte zugleich den Bau eines Gasterminals für Flüssigerdgas auf der Insel Krk sowie die Ausschreibung von Infrastrukturprojekten wie einer Bahnstrecke von Križevci nach Dugo Selo sowie der Pelješac-Brücke an. Die gesetzliche Grundlage für deren Gewinn wurden geändert: Nicht mehr das billigste, sondern das wirtschaftlich günstige Angebot solle zum Zuge kommen.

### Regierungskrise und Abwahl
Ende Mai 2016 leitete die oppositionelle Sozialdemokratische Partei ein Amtsenthebungsverfahren gegen Karamarko, der in der Regierung den Posten eines der beiden Vize-Premiers erhalten hatte, in die Wege. Hintergrund waren Korruptionsvorwürfe im Zusammenhang mit dem von der HDZ befürworteten Verkauf von Anteilen des teilstaatlichen Mineralölkonzerns INA an den ungarischen Konkurrenten MOL. So soll dessen Ehefrau Ana Šarić-Karamarko nach einem Medienbericht 60.000 Euro von MOL für Beratungstätigkeiten erhalten haben. Der Koalitionspartner MOST kündigte an, das Verfahren gegen Karamarko zu unterstützen. Im Gegenzug bezeichnete die HDZ MOST als unfähig und forderte deren Parteivorsitzenden Božo Petrov, ebenfalls Vize-Premier, zum Rücktritt auf. Nachdem Orešković sowohl Karamarko als auch Petrov zum Amtsverzicht aufforderte, entzog ihm Karamarkos HDZ am 3. Juni 2016 das Vertrauen.
Am 15. Juni 2016 erklärte Karamarko seinen Amtsverzicht. Am 16. Juni fand ein von der HDZ initiiertes Misstrauensvotum gegen Orešković statt. 125 der 151 Abgeordneten stimmten für seine Absetzung.

## Privates & Trivia
Orešković ist verheiratet und Vater von vier Kindern. Trotz seiner kroatischen Herkunft spricht er nicht gut Kroatisch, was bei der Ernennung als Premierminister für vielfache Kritik sorgte.
In einem Interview für das kroatische staatliche Fernsehen (HRT) bezüglich der Arbeitseinstellung der kroatischen Politik sagte Orešković: „Ich kam aus einem großen Unternehmen, wo viel gearbeitet und wenig geredet wird. Als ich Premier der kroatischen Regierung wurde, realisierte ich, dass hier nur geredet und wenig gearbeitet wird.“
Nach Oreškovićs Abwahl im Juni 2016, gab dieser aufgrund der vielfachen Polemik zu seiner Person und Kritik bezüglich seiner Herkunft aus der kanadischen Diaspora folgendes Statement bei RTL Kroatien ab: „Ich weiß nicht was ein Kroate im Kopf ist – ich bin ein Kroate im Herzen!“